# Gus Johnson (basket-ball)
Pour les articles homonymes, voir Gus Johnson et Johnson.
Gus Johnson, né le 13 décembre 1938 et mort le 29 avril 1987, est un ancien joueur américain de basket-ball qui passa neuf saisons en NBA avec les Bullets de Baltimore et une partie d'une saison avec les Suns de Phoenix et en ABA sous les couleurs des Pacers de l'Indiana. Il fut l'un des premiers ailiers-forts à jouer dans la raquette, mesurant 1,98 m pour 106 kg, Johnson possédait un extraordinaire mélange de puissance et de capacités athlétiques. Connu sous le surnom de "Honeycomb", il était l'une des premières personnalités de ce sport et un artiste du dunk, illustré par l'étoile en or qu'il arborait sur l'une de ses dents et les trois panneaux qu'il a cassés dans sa carrière,.
En tant que membre des Bullets, Johnson fut nommé dans la « All-Rookie Team » 1964, disputant cinq All-Star Game, fut nommé à quatre reprises dans la All-NBA Second Team et à deux reprises dans la All-NBA Defense First Team. Son maillot numéro 25 a été retiré par les Bullets. Il participa aux playoffs ABA avec les Pacers en 1973. En 2010, il est introduit à titre posthume au Basketball Hall of Fame.

## Carrière universitaire
Johnson joua au lycée "Central Hower" à Akron, Ohio, avec comme coéquipier Nate Thurmond, le futur pivot Hall of Famer. En dépit de son talent évident et de ses capacités athlétiques, Johnson a eu peu d'opportunités d'intégrer une équipe universitaire, chose qui arrivait fréquemment aux Afro-Américains à cette époque.
Johnson choisit de rejoindre d'abord l'université d'État de Boise pour sa première année, puis l'université de l'Idaho pour sa dernière saison. Ce fut à Idaho où Johnson glana son surnom de "Honeycomb," donné par l'entraîneur Joe Cipriano lui donna à cause de son jeu fluide.
Gus Johnson réalisa 19 points et 20 rebonds par match durant la saison 1962-1963, menant Idaho à un bilan de 20 victoires - 6 défaites. Johnson et les Vandals étaient à leur meilleur niveau face à leurs principaux rivaux—4-0 contre Oregon, 4-1 contre Washington State et 1-1 contre Washington.  Les principaux adversaires des Vandals cette saison furent Seattle University, qui gagnèrent les trois matchs.
Johnson et le pivot de Creighton Paul Silas luttèrent toute la saison pour le titre de meilleur rebondeur NCAA, que Silas remporta avec une moyenne de 20.6 par match, 0.3 de plus que Johnson. Johnson détient toujours le record de l'école au nombre de rebonds captés par match (31 contre Oregon).

## Carrière professionnelle
À 24 ans, Gus Johnson connut un début tardif dans les rangs professionnels. Il fut sélectionné au deuxième tour de la draft 1963 par les Bullets de Baltimore. Il fit immédiatement sensation, inscrivant 17.3 points et 13.6 rebonds par match. Johnson lutta pour le titre de Rookie of the Year face à Jerry Lucas, son ancien rival au lycée dans l'Ohio, le rejoignant, ainsi que son ex-coéquipier Thurmond dans la "NBA All-Rookie Team". À l'université, Johnson avait été éclipsé par Lucas en termes de reconnaissance nationale, un motif qui lui servit de motivation.
Joueur offensif dans la raquette et joueur actif sur jeu rapide, Johnson était un joueur efficace des deux côtés du terrain. Ses actions de jeu étaient comparables à celles de ses contemporains Elgin Baylor et Connie Hawkins, puis Julius Erving quelques années plus tard. Bien qu'il fût une menace offensive, il était encore plus dominant en tant que défenseur physique et rebondeur. En effet, il était l'un des rares joueurs qui était assez rapide pour contrer le légendaire Oscar Robertson et assez fort pour contenir l'immense Wilt Chamberlain.
En dépit de problèmes chroniques au genou, Johnson fut un All-Star. Lors de sa carrière NBA, Johnson compila 17,4 points et 12,7 rebonds par match. Il marqua 25 points en 25 minutes lors du All-Star Game 1965.
Gus Johnson passa ses meilleures années avec les Bullets de 1968 à 1971. Comme l'équipe était en réussite, il reçut plus de reconnaissance pour son jeu spectaculaire. Lors de la saison 1968-1969, les Bullets réalisèrent leur meilleur bilan en saison régulière, mais échouèrent en playoffs, notamment parce que Johnson était écarté en raison d'une blessure. Après s'être inclinés en playoffs en 1970 face au futur champion New York, Johnson et les Bullets les éliminèrent la saison suivante, atteignant les Finales NBA en 1971. Les blessures décimèrent l'équipe et les Bullets s'inclinèrent rapidement face à Lew Alcindor et ses Bucks de Milwaukee en quatre manches sèches.
Les blessures reléguèrent Johnson en 1972, sa dernière avec l'équipe. La saison suivante, les Bullets le transférèrent contre Elvin Hayes et le récent drafté Kevin Porter. Johnson signa avec les Suns de Phoenix pour la saison 1972-1973, mais ne disputer que 21 matchs pour eux avant d'être écarté. Les Pacers de l'Indiana, alors en ABA, le choisirent, devenant ainsi un joueur influent amenant son expérience à l'équipe qui remporta le titre ABA cette saison-là.
Les blessures limitèrent Johnson à une carrière de 10 saisons, l'empêchant d'obtenir des honneurs tels que l'intronisation au Basketball Hall of Fame et dans la liste des 50 meilleurs joueurs de l'histoire de la NBA. Il est finalement intronisé à titre posthume en avril 2010 au Hall of Fame.
Le 29 avril 1987, Gus Johnson mourait d'un cancer du cerveau à l'âge de 48 ans à l'hôpital de Akron, Ohio. Moins de quatre mois avant sa mort, il fut honoré à Boise par l'université d'État de Boise et par l'université d'Idaho lors d'une rencontre entre les deux écoles.

## Le clou
Quand Johnson entra à l'université de l'Idaho en 1963, il avait déjà une réputation d'avoir une détente phénoménale. Un soir au Corner Club, un bar local situé à Main Street à Moscow, Johnson fut appelé par le propriétaire Herm Goetz pour démonter ses capacités athlétiques à la clientèle. Avec un faible élan près du bar, Johnson toucha une marque située à 3.50 mètres du sol. Cette marque a été symboliquement marquée par un clou par Goetz, qui clama par la suite que quiconque parviendrait à réitérer l'exploit se verrait offrir à boire. Un cercle de 1 mètre de diamètre fut dessiné sur le sol, où les clients devaient s'élancer. De nombreuses tentatives eurent lieu durant 23 ans, dont celle de Bill Walton à l'été 1984, mais sans succès.
En 1986, quand l'équipe de Southern Idaho passa en janvier lors d'un match contre "North Idaho College", Joey Johnson, le petit frère de la star NBA Dennis Johnson, tenta l'essai. Le meneur de jeu d'1,90 mètre qui avait une détente verticale sèche d'1,21 m, réussissant 3,04 m pour sa première tentative.
Johnson laça ses chaussures et toucha le clou à l'essai suivant, mais fut disqualifié car il ne débuta pas avec les deux pieds dans le cercle. L'essai suivant fut un peu court, mais à la tentative suivante, Johnson réussit un saut plus haut de 13 millimètres.